# 斬首刑

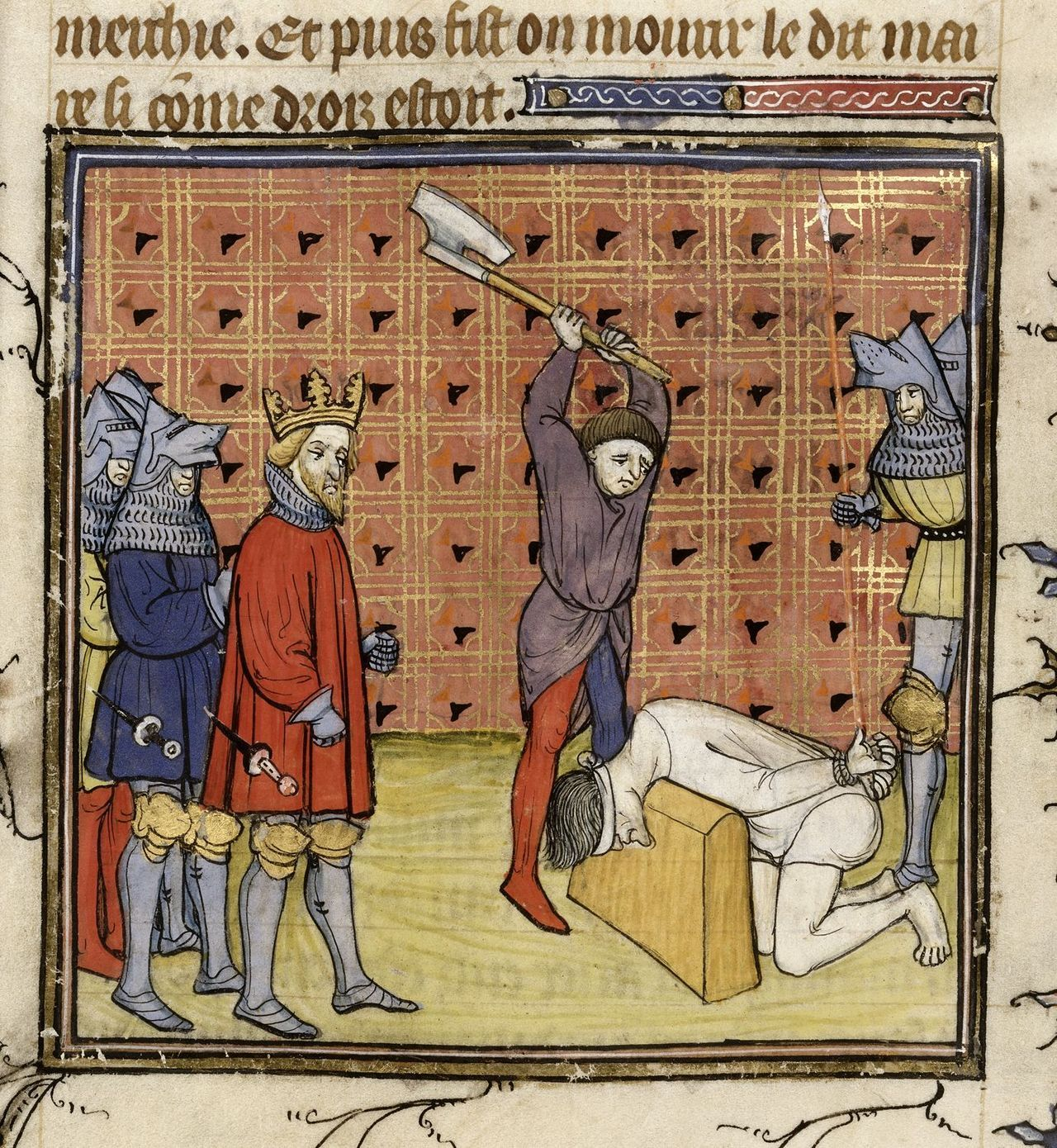
斬首刑（1380年より後）

斬首刑（ざんしゅけい）とは、罪人の首を刃物等により胴体から切断する死刑の一種である。
古代から現代まで世界各国で行われ、フランスでギロチンによる斬首が廃止されたのは1981年のことである。2021年現在、正式に刑罰としての死刑の方法に採用しているのはサウジアラビアとナイジェリア北部（特定の種類の犯罪でシャリーア裁判所で死刑判決を下された場合）であるが、法的手段によらないものを含めるとメキシコの麻薬組織やイスラーム過激派においても行われている。

## 歴史

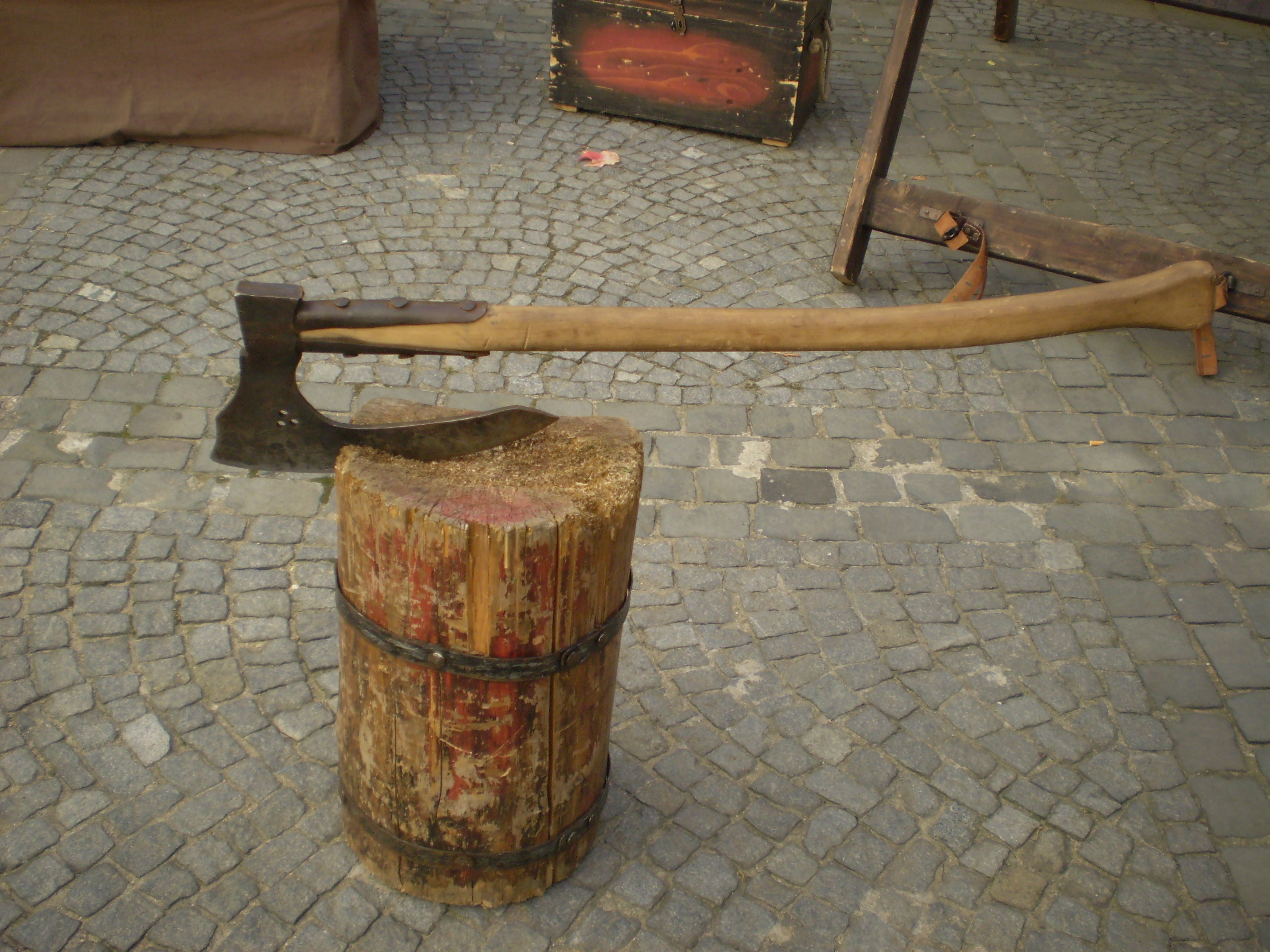
斬首用の斧と断頭台、チェコ

ギロチンで処刑されるルイ16世（1793年）

斬首は刑罰として、あるいは生贄として人間を殺害する手段として、古代以来世界各地で普遍的に行われた。いつから斬首刑があったかは定かでないが、既に人類が鋭利な刃物を武器にした青銅器時代にはあったことが確認されている。たとえば中国の青銅器時代に相当する商（殷）・周代では、鉞（エツ）というまさかり状の青銅製利器が斬首に用いられ、王が正義を執行する具として王権の象徴とされた。甲骨文字にも鉞で斬首している様を象ったものがあり、商代の祭祀に伴う生贄として斬首された人骨も多数発掘されている。また秦の始皇帝が10万人を斬首したとする記述も史書に残されている。さまざまな方法が世界各国であり、江戸時代の日本の死罪・獄門では当番同心が日本刀の打刀を用いており、中世ヨーロッパでは死刑執行人は両刃の処刑人の剣を用い、イギリスでは斧が用いられた。
斬首は火刑よりも苦痛が軽いとされており、生命が奪われる死刑には変わらないものの、比較的軽い刑罰とされていた。これはローマ帝国時代の事例で、イエス・キリストやキリスト教徒には磔刑ないし動物刑が執行されたが、ローマ市民である使徒パウロには斬首が行われたとされることからもわかる。そのため中世のイギリスでは、斬首されるのは貴族階級だけであった。また、江戸時代の日本においても罪状に応じて複数の死刑が定められていたが、斬首のみの「下手人」が死刑のうちで最も軽い罰とされた。
しかしながら、人の手による斬首は相当な技量がなければ非常に難しく、頚椎の骨のつなぎ目を正確に切らなければ簡単に切断は難しいため、実際には死刑執行人の腕前によっては1度で斬首することに失敗し、首が落ちるまで何度も斬りつけるなど、残酷な結果に終わる危険性が高かった。一例として、17世紀にイギリスのチャールズ2世の子で、父の死後にジェームズ2世に対する反逆罪で斬首刑に処せられたモンマス公爵ジェイムズ・スコットは、悪名高い死刑執行人ジャック・ケッチによって斬首されるはずであったが、何度も切断に失敗し、最終的には斧ではなくナイフで切断するという不首尾に終わった。そのためフランス革命の際、ジョゼフ・ギヨタンによって「失敗のない人道的な死刑方法」としてギロチンの使用が提言されると、革命政府国民議会は1792年4月25日に採用を議決し、以後の処刑を全てこの機械によって行い、恐怖政治の象徴となった。さらにギロチンはドイツに輸出され、ナチス・ドイツ時代に盛んに使用されている。一方フランスでも死刑制度が廃止される1981年9月まで一貫してギロチンが用いられていた。
ギロチンはフランスの死刑に機械的な装置を使用することを議会に提案した提案者であるギヨタンの名にちなむ。ギヨタン自身がギロチン刑に処されたという俗説は事実ではない。
日本においては、平安時代までは武士が捕縛された場合は身分にかかわらず斬首刑となったが、捕虜は恥であるとして切腹を含む様々な方法で自害していた。戦国時代になると切腹の際に醜態を晒さず名誉を保つ死に方として、切腹直後に首を切り落とす介錯が行われるようになり、時代が下ると切腹の所作と同時に介錯する方式も生みだされた。

## 現状

### 廃止された国
- 日本
- フランス

### 法制度として残っている国
- ナイジェリア北部地域
- サウジアラビア

### 法的手段によらないもの
- メキシコ麻薬組織
- アルカーイダやISILなどイスラム原理主義勢力

現在では、法制度として斬首刑があるのはサウジアラビアとナイジェリア北部（特定の種類の犯罪でシャリーア裁判所で死刑判決を下された場合）にのみ限られているが、ナイジェリアは、2021年現在までにシャーリア裁判所に死刑判決を受けた死刑囚が執行されたことはなく、ナイジェリア全体でも2016年に3人が死刑執行されたのを最後に行われていない。そのため、実際に執行を行っているのは、サウジアラビアのみである。サウジアラビアではイスラム法に基づき、公開で斬首刑が執行されている（公開処刑）。
近年では、メキシコの麻薬カルテルやISILなどの中東の過激派組織を中心に、処刑と称して人質の斬首が行われることがあり、その様子を撮影してインターネット上に公開する場合もある。そのような組織の場合は、見せしめの意味を込めている点が強く、特に後者は宗教的な意味を含む場合もある。
メキシコや過激派組織の場合は、先述のサウジアラビアとは違って斬首刑となるような罪のない人々が対象になることが多いため、大きな波紋を呼ぶこともしばしばある。

## ギャラリー

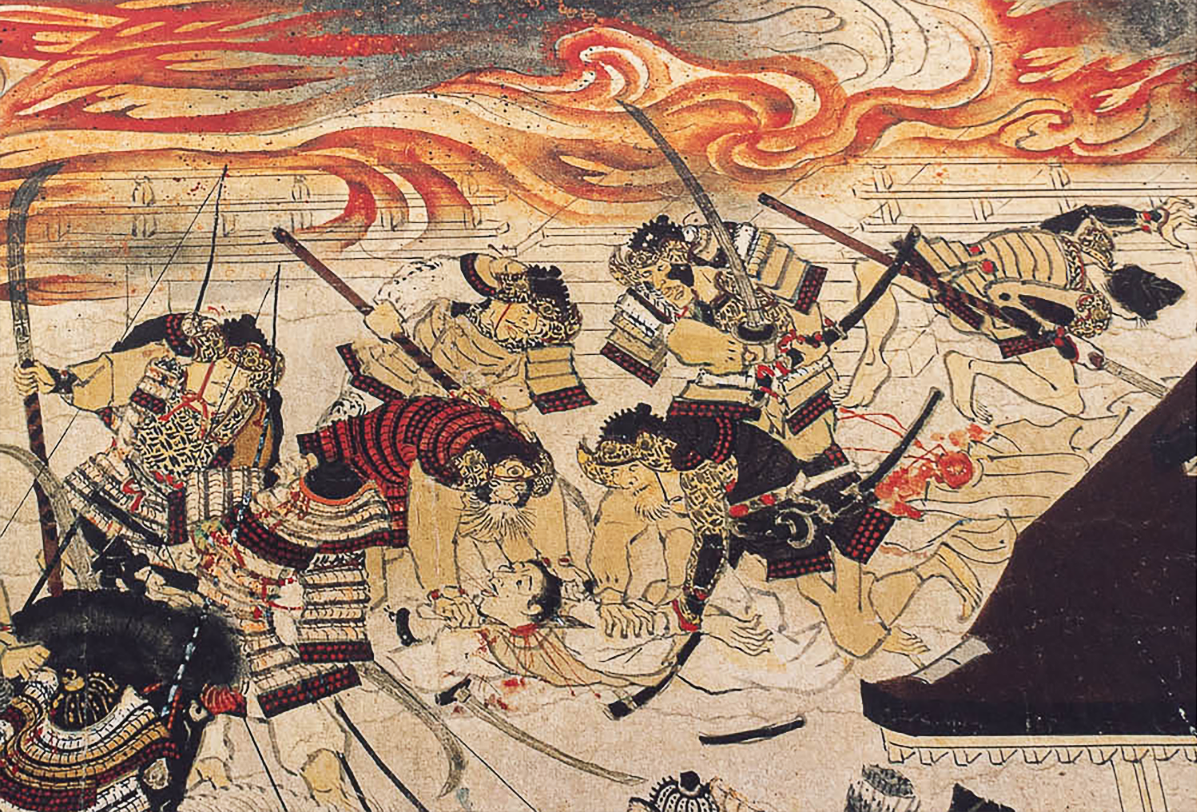
『平治物語絵巻』（13世紀後半、ボストン美術館蔵）より、首を切られる三条殿の武士
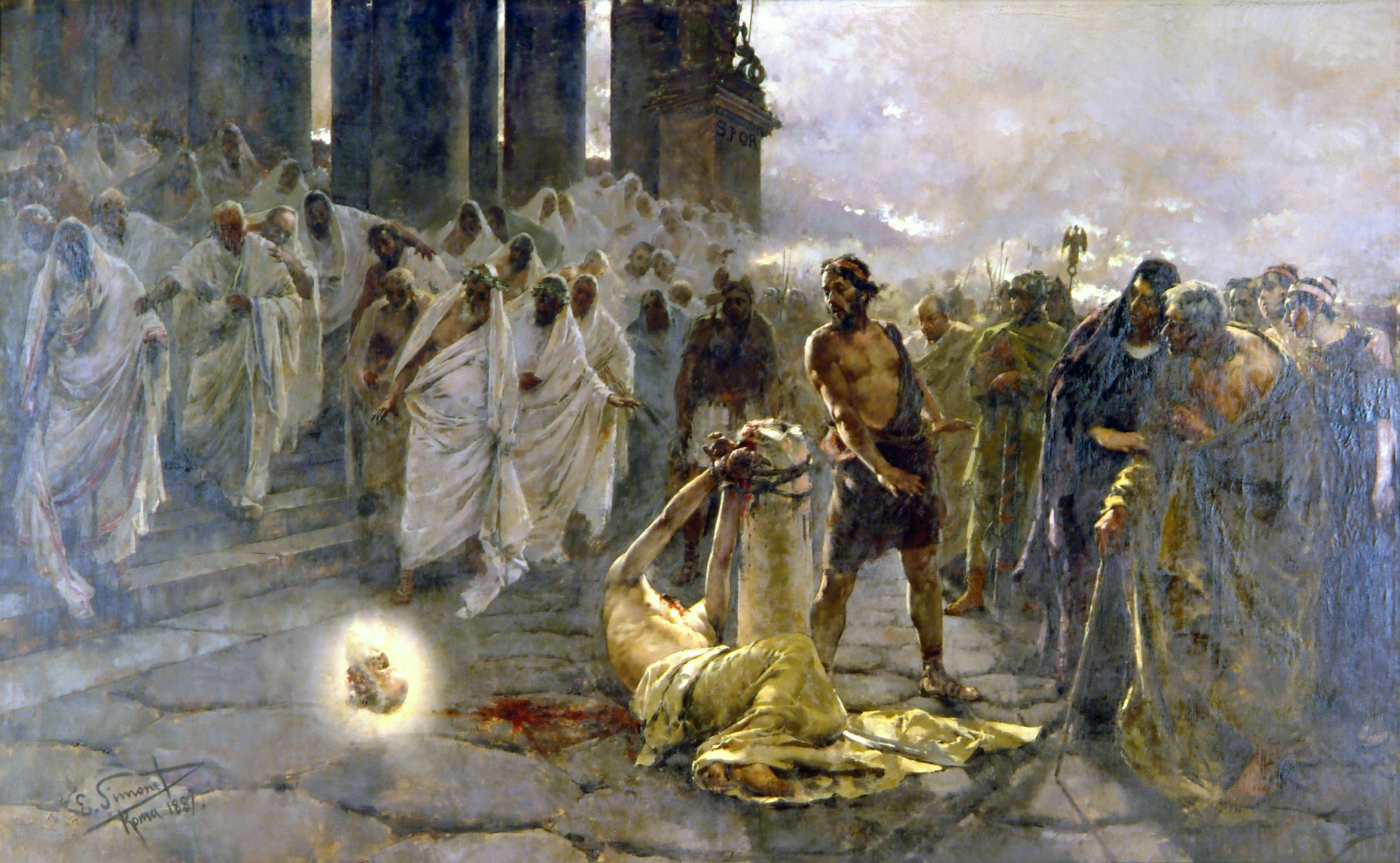
《聖パウロの殉教》1887年 マラガ大聖堂（英語版）所蔵 エンリケ・シモネ
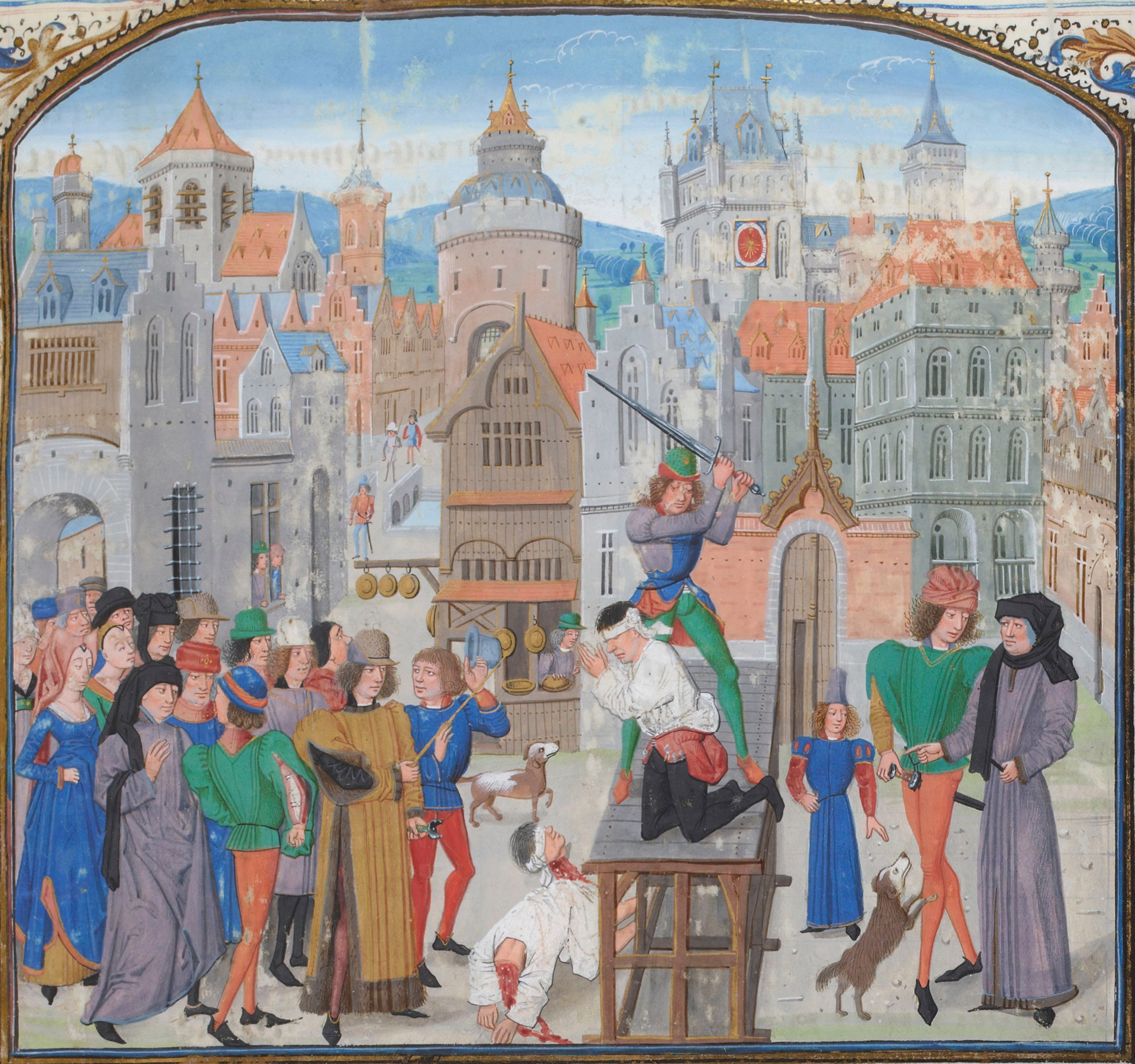
ボルドーで処刑されるGuillaume Sans（15世紀）
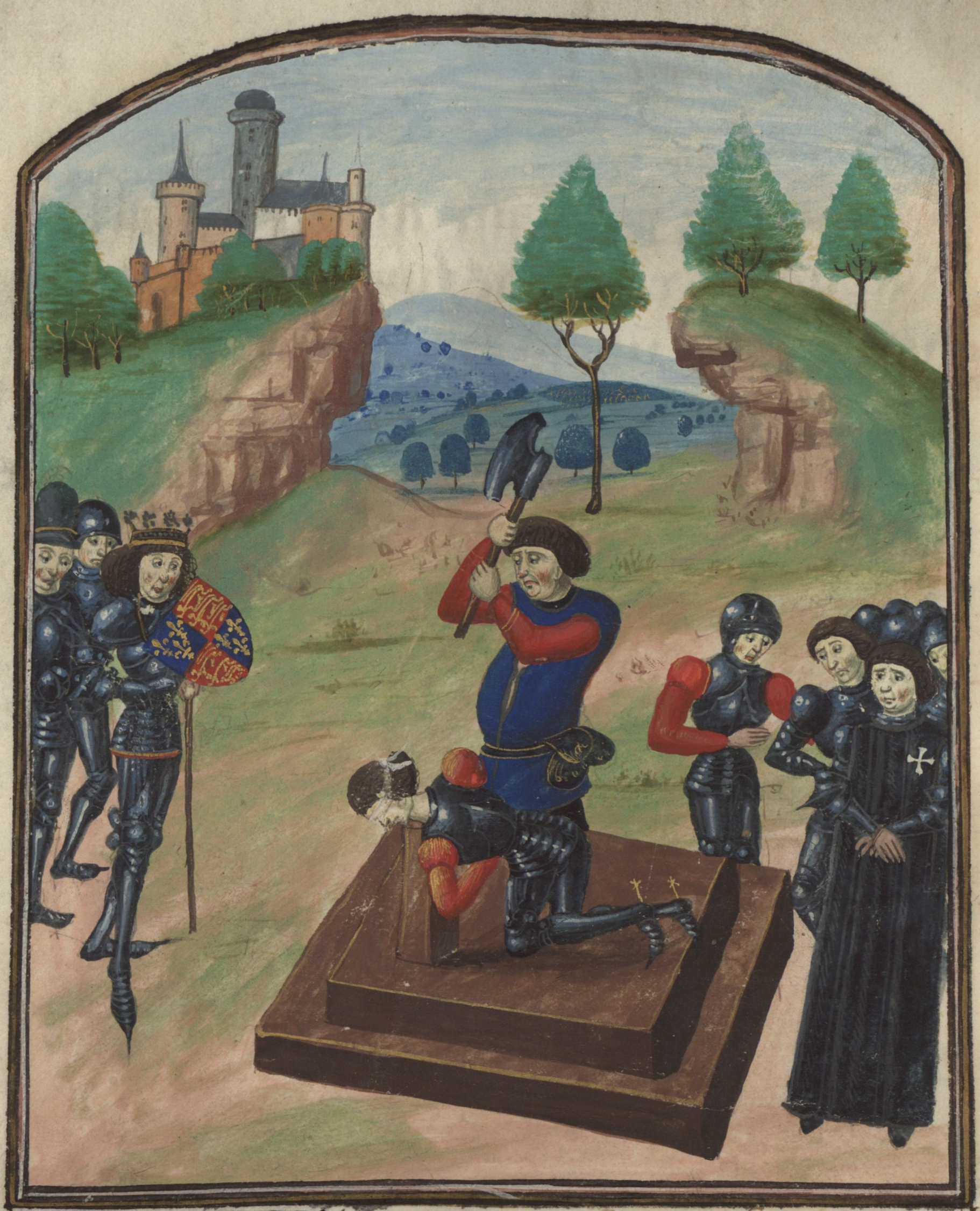
エドムンド・ボーフォート (第4代サマセット公)の薔薇戦争のテュークスベリーの戦い後の斬首刑（1471年）
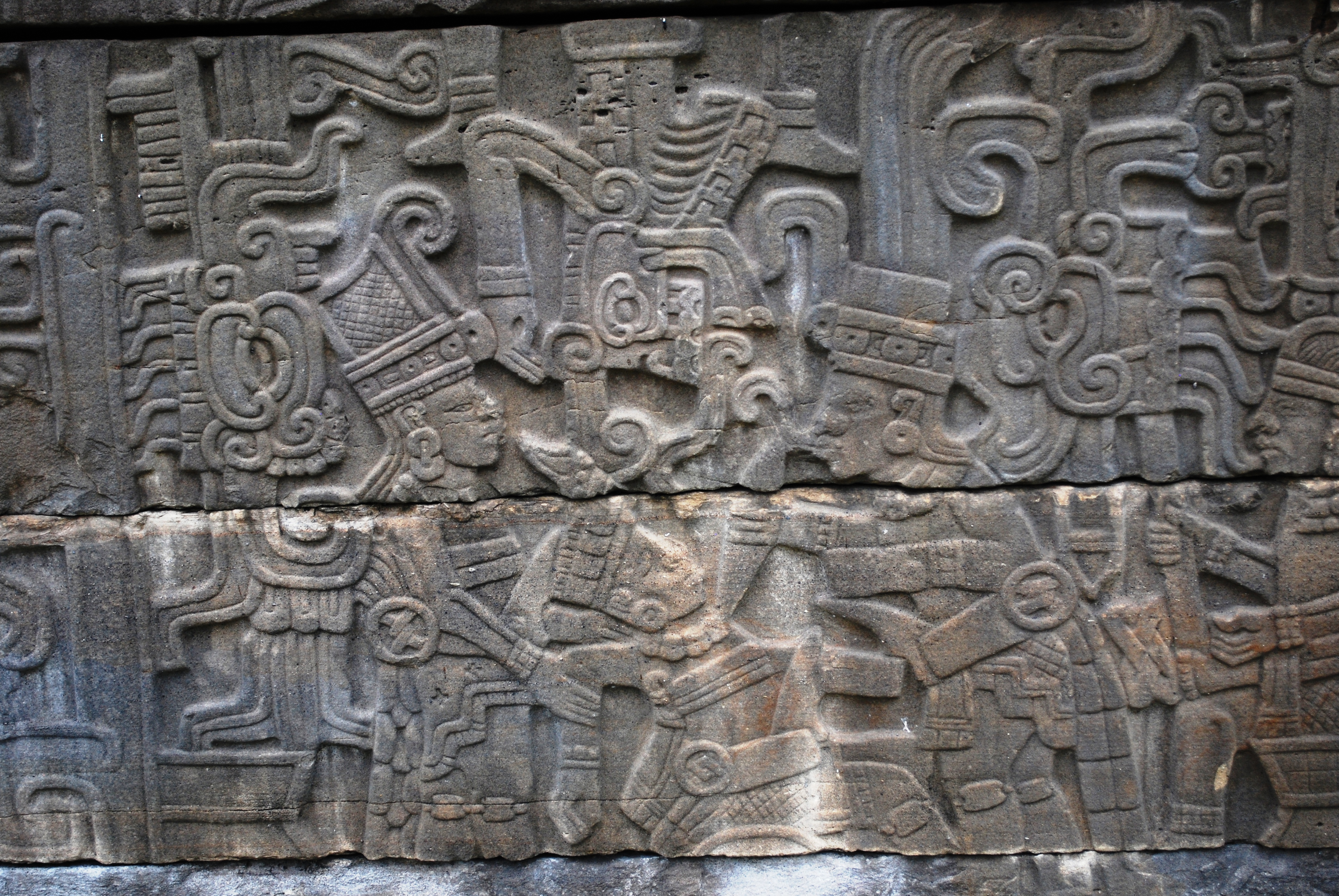
ボールプレーヤーの斬首刑、エル・タヒン
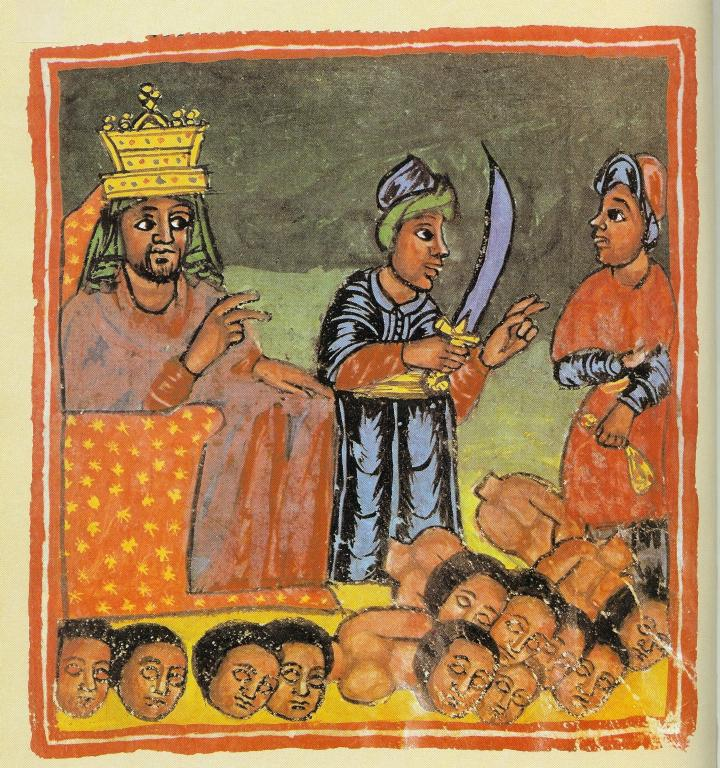
エチオピアの皇帝と斬首刑（18世紀）